# CEI 61131-3

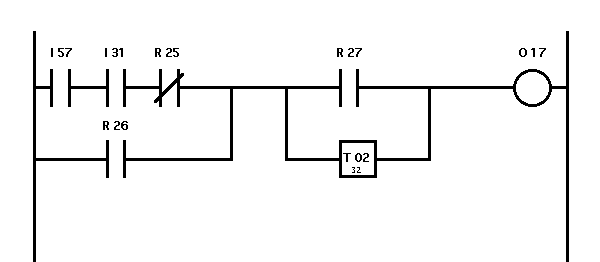
Exemple de Ladder Diagram.

La CEI 61131-3, intitulée Automates programmables - Partie 3 : Langages de programmation, est une norme de la Commission électrotechnique internationale (CEI) relative à la programmation des automates programmables industriels (API). Publiée la première fois en 1993, sa dernière édition date de 2013.

## Contenu
Cette norme définit quatre langages de programmation utilisés pour les automates programmables industriels :
- 2 langages textuels :
  - liste d'instructions (IL, Instruction List),
  - texte structuré (ST, Structured Text) ;
- 2 langages graphiques :
  - diagramme à contacts (LD, ladder Diagram),
  - diagramme de bloc fonctionnel (FBD, Function Block Diagram).

Elle définit un autre ensemble d'éléments graphiques et textuels appelé diagramme fonctionnel séquentiel (SFC, Sequential Function Chart) pour structurer l'organisation interne des programmes pour API et des blocs fonctionnels. Le SFC n'est donc pas un langage de programmation et ne doit pas être confondu avec le GRAFCET (Graphe fonctionnel de commande étape transition), langage de spécification pour les diagrammes fonctionnels en séquence défini par la norme NF EN 60848.

## Éditions
| Édition | Nom              | Date            | ISBN              |       |
| ------- | ---------------- | --------------- | ----------------- | ----- |
| 1.0     | IEC 61131-3:1993 | 22 mars 1993    | 2-8318-2585-7     | [ 2 ] |
| 2.0     | IEC 61131-3:2003 | 21 janvier 2003 | 978-2-8322-2616-2 | [ 3 ] |
| 3.0     | IEC 61131-3:2013 | 20 février 2013 | 978-2-8322-0661-4 | [ 4 ] |